# Chtouka
Chtouka (franska: Chtouka (CR), Chtouka (Commune Rurale), arabiska: زمامرة (البلدية)) är en kommun i Marocko.   Den ligger i provinsen El Jadida och regionen Casablanca-Settat, i den norra delen av landet, 150 km sydväst om huvudstaden Rabat. Antalet invånare är 28 939.